# Гокела тема
Те́ма Гокела — тема в шаховій композиції. Суть теми — чергування чорних фігур: фігури, які грають, створюючи тематичні варіанти і фігури, які безпосередньо захищають від загрози, якщо після захисту білі спробують втілити загрозу.

## Історія
Цю ідею запропонував німецький шаховий композитор Хуберт Гокел (12.03.1960).
Ідея може бути виражена або в спростуваннях хибних слідів, або у варіантах захисту однієї фази. Після вступного ходу в задачі виникає загроза мату «Х» і чорні створюють ряд тематичних варіантів, наприклад їх буде три: в першому варіанті фігура «А» своїм ходом захищає від загрози і виникає гра з певним матом, а якщо білі спробують втілити загрозу «Х», то її спростує фігура «В», в другому варіанті тематичних захистів ходить фігура В і виникає певний мат, але якщо білі спробують втілити цю ж загрозу «Х», то її спростує фігура «С», і нарешті в третьому тематичному варіанті ходить фігура С білі певним чином оголошують мат, а спростує у випадку втілення загрози «Х» фігура «А».  Пройшло чергування типу чорних фігур, які створюють варіанти гри і спростовують спроби білих втілити загрозу. На кожен тематичний захист чорних виникають інші мати.
Ідея дістала назву — тема Гокела.
|   | a | b | c | d | e | f | g | h |   |
| 8 | a8 чорний слон · d8 білий слон · g8 біла тура · h8 чорна тура · b7 чорний ферзь · g7 білий ферзь · b6 білий пішак · c6 чорна тура · e6 чорний король · f6 чорний пішак · g6 білий кінь · c5 чорний пішак · a4 білий слон · c4 білий пішак · d4 чорний кінь · e4 білий кінь · g4 білий пішак · d3 чорний кінь · e3 біла тура · h3 чорний пішак · f2 чорний пішак · g1 чорний слон · h1 білий король | a8 чорний слон · d8 білий слон · g8 біла тура · h8 чорна тура · b7 чорний ферзь · g7 білий ферзь · b6 білий пішак · c6 чорна тура · e6 чорний король · f6 чорний пішак · g6 білий кінь · c5 чорний пішак · a4 білий слон · c4 білий пішак · d4 чорний кінь · e4 білий кінь · g4 білий пішак · d3 чорний кінь · e3 біла тура · h3 чорний пішак · f2 чорний пішак · g1 чорний слон · h1 білий король | a8 чорний слон · d8 білий слон · g8 біла тура · h8 чорна тура · b7 чорний ферзь · g7 білий ферзь · b6 білий пішак · c6 чорна тура · e6 чорний король · f6 чорний пішак · g6 білий кінь · c5 чорний пішак · a4 білий слон · c4 білий пішак · d4 чорний кінь · e4 білий кінь · g4 білий пішак · d3 чорний кінь · e3 біла тура · h3 чорний пішак · f2 чорний пішак · g1 чорний слон · h1 білий король | a8 чорний слон · d8 білий слон · g8 біла тура · h8 чорна тура · b7 чорний ферзь · g7 білий ферзь · b6 білий пішак · c6 чорна тура · e6 чорний король · f6 чорний пішак · g6 білий кінь · c5 чорний пішак · a4 білий слон · c4 білий пішак · d4 чорний кінь · e4 білий кінь · g4 білий пішак · d3 чорний кінь · e3 біла тура · h3 чорний пішак · f2 чорний пішак · g1 чорний слон · h1 білий король | a8 чорний слон · d8 білий слон · g8 біла тура · h8 чорна тура · b7 чорний ферзь · g7 білий ферзь · b6 білий пішак · c6 чорна тура · e6 чорний король · f6 чорний пішак · g6 білий кінь · c5 чорний пішак · a4 білий слон · c4 білий пішак · d4 чорний кінь · e4 білий кінь · g4 білий пішак · d3 чорний кінь · e3 біла тура · h3 чорний пішак · f2 чорний пішак · g1 чорний слон · h1 білий король | a8 чорний слон · d8 білий слон · g8 біла тура · h8 чорна тура · b7 чорний ферзь · g7 білий ферзь · b6 білий пішак · c6 чорна тура · e6 чорний король · f6 чорний пішак · g6 білий кінь · c5 чорний пішак · a4 білий слон · c4 білий пішак · d4 чорний кінь · e4 білий кінь · g4 білий пішак · d3 чорний кінь · e3 біла тура · h3 чорний пішак · f2 чорний пішак · g1 чорний слон · h1 білий король | a8 чорний слон · d8 білий слон · g8 біла тура · h8 чорна тура · b7 чорний ферзь · g7 білий ферзь · b6 білий пішак · c6 чорна тура · e6 чорний король · f6 чорний пішак · g6 білий кінь · c5 чорний пішак · a4 білий слон · c4 білий пішак · d4 чорний кінь · e4 білий кінь · g4 білий пішак · d3 чорний кінь · e3 біла тура · h3 чорний пішак · f2 чорний пішак · g1 чорний слон · h1 білий король | a8 чорний слон · d8 білий слон · g8 біла тура · h8 чорна тура · b7 чорний ферзь · g7 білий ферзь · b6 білий пішак · c6 чорна тура · e6 чорний король · f6 чорний пішак · g6 білий кінь · c5 чорний пішак · a4 білий слон · c4 білий пішак · d4 чорний кінь · e4 білий кінь · g4 білий пішак · d3 чорний кінь · e3 біла тура · h3 чорний пішак · f2 чорний пішак · g1 чорний слон · h1 білий король | 8 |
| 7 | a8 чорний слон · d8 білий слон · g8 біла тура · h8 чорна тура · b7 чорний ферзь · g7 білий ферзь · b6 білий пішак · c6 чорна тура · e6 чорний король · f6 чорний пішак · g6 білий кінь · c5 чорний пішак · a4 білий слон · c4 білий пішак · d4 чорний кінь · e4 білий кінь · g4 білий пішак · d3 чорний кінь · e3 біла тура · h3 чорний пішак · f2 чорний пішак · g1 чорний слон · h1 білий король | a8 чорний слон · d8 білий слон · g8 біла тура · h8 чорна тура · b7 чорний ферзь · g7 білий ферзь · b6 білий пішак · c6 чорна тура · e6 чорний король · f6 чорний пішак · g6 білий кінь · c5 чорний пішак · a4 білий слон · c4 білий пішак · d4 чорний кінь · e4 білий кінь · g4 білий пішак · d3 чорний кінь · e3 біла тура · h3 чорний пішак · f2 чорний пішак · g1 чорний слон · h1 білий король | a8 чорний слон · d8 білий слон · g8 біла тура · h8 чорна тура · b7 чорний ферзь · g7 білий ферзь · b6 білий пішак · c6 чорна тура · e6 чорний король · f6 чорний пішак · g6 білий кінь · c5 чорний пішак · a4 білий слон · c4 білий пішак · d4 чорний кінь · e4 білий кінь · g4 білий пішак · d3 чорний кінь · e3 біла тура · h3 чорний пішак · f2 чорний пішак · g1 чорний слон · h1 білий король | a8 чорний слон · d8 білий слон · g8 біла тура · h8 чорна тура · b7 чорний ферзь · g7 білий ферзь · b6 білий пішак · c6 чорна тура · e6 чорний король · f6 чорний пішак · g6 білий кінь · c5 чорний пішак · a4 білий слон · c4 білий пішак · d4 чорний кінь · e4 білий кінь · g4 білий пішак · d3 чорний кінь · e3 біла тура · h3 чорний пішак · f2 чорний пішак · g1 чорний слон · h1 білий король | a8 чорний слон · d8 білий слон · g8 біла тура · h8 чорна тура · b7 чорний ферзь · g7 білий ферзь · b6 білий пішак · c6 чорна тура · e6 чорний король · f6 чорний пішак · g6 білий кінь · c5 чорний пішак · a4 білий слон · c4 білий пішак · d4 чорний кінь · e4 білий кінь · g4 білий пішак · d3 чорний кінь · e3 біла тура · h3 чорний пішак · f2 чорний пішак · g1 чорний слон · h1 білий король | a8 чорний слон · d8 білий слон · g8 біла тура · h8 чорна тура · b7 чорний ферзь · g7 білий ферзь · b6 білий пішак · c6 чорна тура · e6 чорний король · f6 чорний пішак · g6 білий кінь · c5 чорний пішак · a4 білий слон · c4 білий пішак · d4 чорний кінь · e4 білий кінь · g4 білий пішак · d3 чорний кінь · e3 біла тура · h3 чорний пішак · f2 чорний пішак · g1 чорний слон · h1 білий король | a8 чорний слон · d8 білий слон · g8 біла тура · h8 чорна тура · b7 чорний ферзь · g7 білий ферзь · b6 білий пішак · c6 чорна тура · e6 чорний король · f6 чорний пішак · g6 білий кінь · c5 чорний пішак · a4 білий слон · c4 білий пішак · d4 чорний кінь · e4 білий кінь · g4 білий пішак · d3 чорний кінь · e3 біла тура · h3 чорний пішак · f2 чорний пішак · g1 чорний слон · h1 білий король | a8 чорний слон · d8 білий слон · g8 біла тура · h8 чорна тура · b7 чорний ферзь · g7 білий ферзь · b6 білий пішак · c6 чорна тура · e6 чорний король · f6 чорний пішак · g6 білий кінь · c5 чорний пішак · a4 білий слон · c4 білий пішак · d4 чорний кінь · e4 білий кінь · g4 білий пішак · d3 чорний кінь · e3 біла тура · h3 чорний пішак · f2 чорний пішак · g1 чорний слон · h1 білий король | 7 |
| 6 | a8 чорний слон · d8 білий слон · g8 біла тура · h8 чорна тура · b7 чорний ферзь · g7 білий ферзь · b6 білий пішак · c6 чорна тура · e6 чорний король · f6 чорний пішак · g6 білий кінь · c5 чорний пішак · a4 білий слон · c4 білий пішак · d4 чорний кінь · e4 білий кінь · g4 білий пішак · d3 чорний кінь · e3 біла тура · h3 чорний пішак · f2 чорний пішак · g1 чорний слон · h1 білий король | a8 чорний слон · d8 білий слон · g8 біла тура · h8 чорна тура · b7 чорний ферзь · g7 білий ферзь · b6 білий пішак · c6 чорна тура · e6 чорний король · f6 чорний пішак · g6 білий кінь · c5 чорний пішак · a4 білий слон · c4 білий пішак · d4 чорний кінь · e4 білий кінь · g4 білий пішак · d3 чорний кінь · e3 біла тура · h3 чорний пішак · f2 чорний пішак · g1 чорний слон · h1 білий король | a8 чорний слон · d8 білий слон · g8 біла тура · h8 чорна тура · b7 чорний ферзь · g7 білий ферзь · b6 білий пішак · c6 чорна тура · e6 чорний король · f6 чорний пішак · g6 білий кінь · c5 чорний пішак · a4 білий слон · c4 білий пішак · d4 чорний кінь · e4 білий кінь · g4 білий пішак · d3 чорний кінь · e3 біла тура · h3 чорний пішак · f2 чорний пішак · g1 чорний слон · h1 білий король | a8 чорний слон · d8 білий слон · g8 біла тура · h8 чорна тура · b7 чорний ферзь · g7 білий ферзь · b6 білий пішак · c6 чорна тура · e6 чорний король · f6 чорний пішак · g6 білий кінь · c5 чорний пішак · a4 білий слон · c4 білий пішак · d4 чорний кінь · e4 білий кінь · g4 білий пішак · d3 чорний кінь · e3 біла тура · h3 чорний пішак · f2 чорний пішак · g1 чорний слон · h1 білий король | a8 чорний слон · d8 білий слон · g8 біла тура · h8 чорна тура · b7 чорний ферзь · g7 білий ферзь · b6 білий пішак · c6 чорна тура · e6 чорний король · f6 чорний пішак · g6 білий кінь · c5 чорний пішак · a4 білий слон · c4 білий пішак · d4 чорний кінь · e4 білий кінь · g4 білий пішак · d3 чорний кінь · e3 біла тура · h3 чорний пішак · f2 чорний пішак · g1 чорний слон · h1 білий король | a8 чорний слон · d8 білий слон · g8 біла тура · h8 чорна тура · b7 чорний ферзь · g7 білий ферзь · b6 білий пішак · c6 чорна тура · e6 чорний король · f6 чорний пішак · g6 білий кінь · c5 чорний пішак · a4 білий слон · c4 білий пішак · d4 чорний кінь · e4 білий кінь · g4 білий пішак · d3 чорний кінь · e3 біла тура · h3 чорний пішак · f2 чорний пішак · g1 чорний слон · h1 білий король | a8 чорний слон · d8 білий слон · g8 біла тура · h8 чорна тура · b7 чорний ферзь · g7 білий ферзь · b6 білий пішак · c6 чорна тура · e6 чорний король · f6 чорний пішак · g6 білий кінь · c5 чорний пішак · a4 білий слон · c4 білий пішак · d4 чорний кінь · e4 білий кінь · g4 білий пішак · d3 чорний кінь · e3 біла тура · h3 чорний пішак · f2 чорний пішак · g1 чорний слон · h1 білий король | a8 чорний слон · d8 білий слон · g8 біла тура · h8 чорна тура · b7 чорний ферзь · g7 білий ферзь · b6 білий пішак · c6 чорна тура · e6 чорний король · f6 чорний пішак · g6 білий кінь · c5 чорний пішак · a4 білий слон · c4 білий пішак · d4 чорний кінь · e4 білий кінь · g4 білий пішак · d3 чорний кінь · e3 біла тура · h3 чорний пішак · f2 чорний пішак · g1 чорний слон · h1 білий король | 6 |
| 5 | a8 чорний слон · d8 білий слон · g8 біла тура · h8 чорна тура · b7 чорний ферзь · g7 білий ферзь · b6 білий пішак · c6 чорна тура · e6 чорний король · f6 чорний пішак · g6 білий кінь · c5 чорний пішак · a4 білий слон · c4 білий пішак · d4 чорний кінь · e4 білий кінь · g4 білий пішак · d3 чорний кінь · e3 біла тура · h3 чорний пішак · f2 чорний пішак · g1 чорний слон · h1 білий король | a8 чорний слон · d8 білий слон · g8 біла тура · h8 чорна тура · b7 чорний ферзь · g7 білий ферзь · b6 білий пішак · c6 чорна тура · e6 чорний король · f6 чорний пішак · g6 білий кінь · c5 чорний пішак · a4 білий слон · c4 білий пішак · d4 чорний кінь · e4 білий кінь · g4 білий пішак · d3 чорний кінь · e3 біла тура · h3 чорний пішак · f2 чорний пішак · g1 чорний слон · h1 білий король | a8 чорний слон · d8 білий слон · g8 біла тура · h8 чорна тура · b7 чорний ферзь · g7 білий ферзь · b6 білий пішак · c6 чорна тура · e6 чорний король · f6 чорний пішак · g6 білий кінь · c5 чорний пішак · a4 білий слон · c4 білий пішак · d4 чорний кінь · e4 білий кінь · g4 білий пішак · d3 чорний кінь · e3 біла тура · h3 чорний пішак · f2 чорний пішак · g1 чорний слон · h1 білий король | a8 чорний слон · d8 білий слон · g8 біла тура · h8 чорна тура · b7 чорний ферзь · g7 білий ферзь · b6 білий пішак · c6 чорна тура · e6 чорний король · f6 чорний пішак · g6 білий кінь · c5 чорний пішак · a4 білий слон · c4 білий пішак · d4 чорний кінь · e4 білий кінь · g4 білий пішак · d3 чорний кінь · e3 біла тура · h3 чорний пішак · f2 чорний пішак · g1 чорний слон · h1 білий король | a8 чорний слон · d8 білий слон · g8 біла тура · h8 чорна тура · b7 чорний ферзь · g7 білий ферзь · b6 білий пішак · c6 чорна тура · e6 чорний король · f6 чорний пішак · g6 білий кінь · c5 чорний пішак · a4 білий слон · c4 білий пішак · d4 чорний кінь · e4 білий кінь · g4 білий пішак · d3 чорний кінь · e3 біла тура · h3 чорний пішак · f2 чорний пішак · g1 чорний слон · h1 білий король | a8 чорний слон · d8 білий слон · g8 біла тура · h8 чорна тура · b7 чорний ферзь · g7 білий ферзь · b6 білий пішак · c6 чорна тура · e6 чорний король · f6 чорний пішак · g6 білий кінь · c5 чорний пішак · a4 білий слон · c4 білий пішак · d4 чорний кінь · e4 білий кінь · g4 білий пішак · d3 чорний кінь · e3 біла тура · h3 чорний пішак · f2 чорний пішак · g1 чорний слон · h1 білий король | a8 чорний слон · d8 білий слон · g8 біла тура · h8 чорна тура · b7 чорний ферзь · g7 білий ферзь · b6 білий пішак · c6 чорна тура · e6 чорний король · f6 чорний пішак · g6 білий кінь · c5 чорний пішак · a4 білий слон · c4 білий пішак · d4 чорний кінь · e4 білий кінь · g4 білий пішак · d3 чорний кінь · e3 біла тура · h3 чорний пішак · f2 чорний пішак · g1 чорний слон · h1 білий король | a8 чорний слон · d8 білий слон · g8 біла тура · h8 чорна тура · b7 чорний ферзь · g7 білий ферзь · b6 білий пішак · c6 чорна тура · e6 чорний король · f6 чорний пішак · g6 білий кінь · c5 чорний пішак · a4 білий слон · c4 білий пішак · d4 чорний кінь · e4 білий кінь · g4 білий пішак · d3 чорний кінь · e3 біла тура · h3 чорний пішак · f2 чорний пішак · g1 чорний слон · h1 білий король | 5 |
| 4 | a8 чорний слон · d8 білий слон · g8 біла тура · h8 чорна тура · b7 чорний ферзь · g7 білий ферзь · b6 білий пішак · c6 чорна тура · e6 чорний король · f6 чорний пішак · g6 білий кінь · c5 чорний пішак · a4 білий слон · c4 білий пішак · d4 чорний кінь · e4 білий кінь · g4 білий пішак · d3 чорний кінь · e3 біла тура · h3 чорний пішак · f2 чорний пішак · g1 чорний слон · h1 білий король | a8 чорний слон · d8 білий слон · g8 біла тура · h8 чорна тура · b7 чорний ферзь · g7 білий ферзь · b6 білий пішак · c6 чорна тура · e6 чорний король · f6 чорний пішак · g6 білий кінь · c5 чорний пішак · a4 білий слон · c4 білий пішак · d4 чорний кінь · e4 білий кінь · g4 білий пішак · d3 чорний кінь · e3 біла тура · h3 чорний пішак · f2 чорний пішак · g1 чорний слон · h1 білий король | a8 чорний слон · d8 білий слон · g8 біла тура · h8 чорна тура · b7 чорний ферзь · g7 білий ферзь · b6 білий пішак · c6 чорна тура · e6 чорний король · f6 чорний пішак · g6 білий кінь · c5 чорний пішак · a4 білий слон · c4 білий пішак · d4 чорний кінь · e4 білий кінь · g4 білий пішак · d3 чорний кінь · e3 біла тура · h3 чорний пішак · f2 чорний пішак · g1 чорний слон · h1 білий король | a8 чорний слон · d8 білий слон · g8 біла тура · h8 чорна тура · b7 чорний ферзь · g7 білий ферзь · b6 білий пішак · c6 чорна тура · e6 чорний король · f6 чорний пішак · g6 білий кінь · c5 чорний пішак · a4 білий слон · c4 білий пішак · d4 чорний кінь · e4 білий кінь · g4 білий пішак · d3 чорний кінь · e3 біла тура · h3 чорний пішак · f2 чорний пішак · g1 чорний слон · h1 білий король | a8 чорний слон · d8 білий слон · g8 біла тура · h8 чорна тура · b7 чорний ферзь · g7 білий ферзь · b6 білий пішак · c6 чорна тура · e6 чорний король · f6 чорний пішак · g6 білий кінь · c5 чорний пішак · a4 білий слон · c4 білий пішак · d4 чорний кінь · e4 білий кінь · g4 білий пішак · d3 чорний кінь · e3 біла тура · h3 чорний пішак · f2 чорний пішак · g1 чорний слон · h1 білий король | a8 чорний слон · d8 білий слон · g8 біла тура · h8 чорна тура · b7 чорний ферзь · g7 білий ферзь · b6 білий пішак · c6 чорна тура · e6 чорний король · f6 чорний пішак · g6 білий кінь · c5 чорний пішак · a4 білий слон · c4 білий пішак · d4 чорний кінь · e4 білий кінь · g4 білий пішак · d3 чорний кінь · e3 біла тура · h3 чорний пішак · f2 чорний пішак · g1 чорний слон · h1 білий король | a8 чорний слон · d8 білий слон · g8 біла тура · h8 чорна тура · b7 чорний ферзь · g7 білий ферзь · b6 білий пішак · c6 чорна тура · e6 чорний король · f6 чорний пішак · g6 білий кінь · c5 чорний пішак · a4 білий слон · c4 білий пішак · d4 чорний кінь · e4 білий кінь · g4 білий пішак · d3 чорний кінь · e3 біла тура · h3 чорний пішак · f2 чорний пішак · g1 чорний слон · h1 білий король | a8 чорний слон · d8 білий слон · g8 біла тура · h8 чорна тура · b7 чорний ферзь · g7 білий ферзь · b6 білий пішак · c6 чорна тура · e6 чорний король · f6 чорний пішак · g6 білий кінь · c5 чорний пішак · a4 білий слон · c4 білий пішак · d4 чорний кінь · e4 білий кінь · g4 білий пішак · d3 чорний кінь · e3 біла тура · h3 чорний пішак · f2 чорний пішак · g1 чорний слон · h1 білий король | 4 |
| 3 | a8 чорний слон · d8 білий слон · g8 біла тура · h8 чорна тура · b7 чорний ферзь · g7 білий ферзь · b6 білий пішак · c6 чорна тура · e6 чорний король · f6 чорний пішак · g6 білий кінь · c5 чорний пішак · a4 білий слон · c4 білий пішак · d4 чорний кінь · e4 білий кінь · g4 білий пішак · d3 чорний кінь · e3 біла тура · h3 чорний пішак · f2 чорний пішак · g1 чорний слон · h1 білий король | a8 чорний слон · d8 білий слон · g8 біла тура · h8 чорна тура · b7 чорний ферзь · g7 білий ферзь · b6 білий пішак · c6 чорна тура · e6 чорний король · f6 чорний пішак · g6 білий кінь · c5 чорний пішак · a4 білий слон · c4 білий пішак · d4 чорний кінь · e4 білий кінь · g4 білий пішак · d3 чорний кінь · e3 біла тура · h3 чорний пішак · f2 чорний пішак · g1 чорний слон · h1 білий король | a8 чорний слон · d8 білий слон · g8 біла тура · h8 чорна тура · b7 чорний ферзь · g7 білий ферзь · b6 білий пішак · c6 чорна тура · e6 чорний король · f6 чорний пішак · g6 білий кінь · c5 чорний пішак · a4 білий слон · c4 білий пішак · d4 чорний кінь · e4 білий кінь · g4 білий пішак · d3 чорний кінь · e3 біла тура · h3 чорний пішак · f2 чорний пішак · g1 чорний слон · h1 білий король | a8 чорний слон · d8 білий слон · g8 біла тура · h8 чорна тура · b7 чорний ферзь · g7 білий ферзь · b6 білий пішак · c6 чорна тура · e6 чорний король · f6 чорний пішак · g6 білий кінь · c5 чорний пішак · a4 білий слон · c4 білий пішак · d4 чорний кінь · e4 білий кінь · g4 білий пішак · d3 чорний кінь · e3 біла тура · h3 чорний пішак · f2 чорний пішак · g1 чорний слон · h1 білий король | a8 чорний слон · d8 білий слон · g8 біла тура · h8 чорна тура · b7 чорний ферзь · g7 білий ферзь · b6 білий пішак · c6 чорна тура · e6 чорний король · f6 чорний пішак · g6 білий кінь · c5 чорний пішак · a4 білий слон · c4 білий пішак · d4 чорний кінь · e4 білий кінь · g4 білий пішак · d3 чорний кінь · e3 біла тура · h3 чорний пішак · f2 чорний пішак · g1 чорний слон · h1 білий король | a8 чорний слон · d8 білий слон · g8 біла тура · h8 чорна тура · b7 чорний ферзь · g7 білий ферзь · b6 білий пішак · c6 чорна тура · e6 чорний король · f6 чорний пішак · g6 білий кінь · c5 чорний пішак · a4 білий слон · c4 білий пішак · d4 чорний кінь · e4 білий кінь · g4 білий пішак · d3 чорний кінь · e3 біла тура · h3 чорний пішак · f2 чорний пішак · g1 чорний слон · h1 білий король | a8 чорний слон · d8 білий слон · g8 біла тура · h8 чорна тура · b7 чорний ферзь · g7 білий ферзь · b6 білий пішак · c6 чорна тура · e6 чорний король · f6 чорний пішак · g6 білий кінь · c5 чорний пішак · a4 білий слон · c4 білий пішак · d4 чорний кінь · e4 білий кінь · g4 білий пішак · d3 чорний кінь · e3 біла тура · h3 чорний пішак · f2 чорний пішак · g1 чорний слон · h1 білий король | a8 чорний слон · d8 білий слон · g8 біла тура · h8 чорна тура · b7 чорний ферзь · g7 білий ферзь · b6 білий пішак · c6 чорна тура · e6 чорний король · f6 чорний пішак · g6 білий кінь · c5 чорний пішак · a4 білий слон · c4 білий пішак · d4 чорний кінь · e4 білий кінь · g4 білий пішак · d3 чорний кінь · e3 біла тура · h3 чорний пішак · f2 чорний пішак · g1 чорний слон · h1 білий король | 3 |
| 2 | a8 чорний слон · d8 білий слон · g8 біла тура · h8 чорна тура · b7 чорний ферзь · g7 білий ферзь · b6 білий пішак · c6 чорна тура · e6 чорний король · f6 чорний пішак · g6 білий кінь · c5 чорний пішак · a4 білий слон · c4 білий пішак · d4 чорний кінь · e4 білий кінь · g4 білий пішак · d3 чорний кінь · e3 біла тура · h3 чорний пішак · f2 чорний пішак · g1 чорний слон · h1 білий король | a8 чорний слон · d8 білий слон · g8 біла тура · h8 чорна тура · b7 чорний ферзь · g7 білий ферзь · b6 білий пішак · c6 чорна тура · e6 чорний король · f6 чорний пішак · g6 білий кінь · c5 чорний пішак · a4 білий слон · c4 білий пішак · d4 чорний кінь · e4 білий кінь · g4 білий пішак · d3 чорний кінь · e3 біла тура · h3 чорний пішак · f2 чорний пішак · g1 чорний слон · h1 білий король | a8 чорний слон · d8 білий слон · g8 біла тура · h8 чорна тура · b7 чорний ферзь · g7 білий ферзь · b6 білий пішак · c6 чорна тура · e6 чорний король · f6 чорний пішак · g6 білий кінь · c5 чорний пішак · a4 білий слон · c4 білий пішак · d4 чорний кінь · e4 білий кінь · g4 білий пішак · d3 чорний кінь · e3 біла тура · h3 чорний пішак · f2 чорний пішак · g1 чорний слон · h1 білий король | a8 чорний слон · d8 білий слон · g8 біла тура · h8 чорна тура · b7 чорний ферзь · g7 білий ферзь · b6 білий пішак · c6 чорна тура · e6 чорний король · f6 чорний пішак · g6 білий кінь · c5 чорний пішак · a4 білий слон · c4 білий пішак · d4 чорний кінь · e4 білий кінь · g4 білий пішак · d3 чорний кінь · e3 біла тура · h3 чорний пішак · f2 чорний пішак · g1 чорний слон · h1 білий король | a8 чорний слон · d8 білий слон · g8 біла тура · h8 чорна тура · b7 чорний ферзь · g7 білий ферзь · b6 білий пішак · c6 чорна тура · e6 чорний король · f6 чорний пішак · g6 білий кінь · c5 чорний пішак · a4 білий слон · c4 білий пішак · d4 чорний кінь · e4 білий кінь · g4 білий пішак · d3 чорний кінь · e3 біла тура · h3 чорний пішак · f2 чорний пішак · g1 чорний слон · h1 білий король | a8 чорний слон · d8 білий слон · g8 біла тура · h8 чорна тура · b7 чорний ферзь · g7 білий ферзь · b6 білий пішак · c6 чорна тура · e6 чорний король · f6 чорний пішак · g6 білий кінь · c5 чорний пішак · a4 білий слон · c4 білий пішак · d4 чорний кінь · e4 білий кінь · g4 білий пішак · d3 чорний кінь · e3 біла тура · h3 чорний пішак · f2 чорний пішак · g1 чорний слон · h1 білий король | a8 чорний слон · d8 білий слон · g8 біла тура · h8 чорна тура · b7 чорний ферзь · g7 білий ферзь · b6 білий пішак · c6 чорна тура · e6 чорний король · f6 чорний пішак · g6 білий кінь · c5 чорний пішак · a4 білий слон · c4 білий пішак · d4 чорний кінь · e4 білий кінь · g4 білий пішак · d3 чорний кінь · e3 біла тура · h3 чорний пішак · f2 чорний пішак · g1 чорний слон · h1 білий король | a8 чорний слон · d8 білий слон · g8 біла тура · h8 чорна тура · b7 чорний ферзь · g7 білий ферзь · b6 білий пішак · c6 чорна тура · e6 чорний король · f6 чорний пішак · g6 білий кінь · c5 чорний пішак · a4 білий слон · c4 білий пішак · d4 чорний кінь · e4 білий кінь · g4 білий пішак · d3 чорний кінь · e3 біла тура · h3 чорний пішак · f2 чорний пішак · g1 чорний слон · h1 білий король | 2 |
| 1 | a8 чорний слон · d8 білий слон · g8 біла тура · h8 чорна тура · b7 чорний ферзь · g7 білий ферзь · b6 білий пішак · c6 чорна тура · e6 чорний король · f6 чорний пішак · g6 білий кінь · c5 чорний пішак · a4 білий слон · c4 білий пішак · d4 чорний кінь · e4 білий кінь · g4 білий пішак · d3 чорний кінь · e3 біла тура · h3 чорний пішак · f2 чорний пішак · g1 чорний слон · h1 білий король | a8 чорний слон · d8 білий слон · g8 біла тура · h8 чорна тура · b7 чорний ферзь · g7 білий ферзь · b6 білий пішак · c6 чорна тура · e6 чорний король · f6 чорний пішак · g6 білий кінь · c5 чорний пішак · a4 білий слон · c4 білий пішак · d4 чорний кінь · e4 білий кінь · g4 білий пішак · d3 чорний кінь · e3 біла тура · h3 чорний пішак · f2 чорний пішак · g1 чорний слон · h1 білий король | a8 чорний слон · d8 білий слон · g8 біла тура · h8 чорна тура · b7 чорний ферзь · g7 білий ферзь · b6 білий пішак · c6 чорна тура · e6 чорний король · f6 чорний пішак · g6 білий кінь · c5 чорний пішак · a4 білий слон · c4 білий пішак · d4 чорний кінь · e4 білий кінь · g4 білий пішак · d3 чорний кінь · e3 біла тура · h3 чорний пішак · f2 чорний пішак · g1 чорний слон · h1 білий король | a8 чорний слон · d8 білий слон · g8 біла тура · h8 чорна тура · b7 чорний ферзь · g7 білий ферзь · b6 білий пішак · c6 чорна тура · e6 чорний король · f6 чорний пішак · g6 білий кінь · c5 чорний пішак · a4 білий слон · c4 білий пішак · d4 чорний кінь · e4 білий кінь · g4 білий пішак · d3 чорний кінь · e3 біла тура · h3 чорний пішак · f2 чорний пішак · g1 чорний слон · h1 білий король | a8 чорний слон · d8 білий слон · g8 біла тура · h8 чорна тура · b7 чорний ферзь · g7 білий ферзь · b6 білий пішак · c6 чорна тура · e6 чорний король · f6 чорний пішак · g6 білий кінь · c5 чорний пішак · a4 білий слон · c4 білий пішак · d4 чорний кінь · e4 білий кінь · g4 білий пішак · d3 чорний кінь · e3 біла тура · h3 чорний пішак · f2 чорний пішак · g1 чорний слон · h1 білий король | a8 чорний слон · d8 білий слон · g8 біла тура · h8 чорна тура · b7 чорний ферзь · g7 білий ферзь · b6 білий пішак · c6 чорна тура · e6 чорний король · f6 чорний пішак · g6 білий кінь · c5 чорний пішак · a4 білий слон · c4 білий пішак · d4 чорний кінь · e4 білий кінь · g4 білий пішак · d3 чорний кінь · e3 біла тура · h3 чорний пішак · f2 чорний пішак · g1 чорний слон · h1 білий король | a8 чорний слон · d8 білий слон · g8 біла тура · h8 чорна тура · b7 чорний ферзь · g7 білий ферзь · b6 білий пішак · c6 чорна тура · e6 чорний король · f6 чорний пішак · g6 білий кінь · c5 чорний пішак · a4 білий слон · c4 білий пішак · d4 чорний кінь · e4 білий кінь · g4 білий пішак · d3 чорний кінь · e3 біла тура · h3 чорний пішак · f2 чорний пішак · g1 чорний слон · h1 білий король | a8 чорний слон · d8 білий слон · g8 біла тура · h8 чорна тура · b7 чорний ферзь · g7 білий ферзь · b6 білий пішак · c6 чорна тура · e6 чорний король · f6 чорний пішак · g6 білий кінь · c5 чорний пішак · a4 білий слон · c4 білий пішак · d4 чорний кінь · e4 білий кінь · g4 білий пішак · d3 чорний кінь · e3 біла тура · h3 чорний пішак · f2 чорний пішак · g1 чорний слон · h1 білий король | 1 |
|   | a | b | c | d | e | f | g | h |   |

FEN: b2B2Rr/1q4Q1/1Pr1kpN1/2p5/B1PnN1P1/3nR2p/5p2/6bK
1. Be7! ~ 2. Sxc5#
1. ... Se5 2. Sf8# (2. Sxc5? Rc5!)
1. ... Rc~ 2. Qxf6# (2. Sxc5? D зв'язує S)
1. ... Qxe7 2. Qxe7# (2. Sxc5? Kd6!)
1. ... Kd7 2. Sxf6# (2. Sxc5? Sxc5!)